# Byron Haskin
Byron Conrad Haskin, född 22 april 1899 i Portland i Oregon, död 16 april 1984 i Montecito i Kalifornien, var en amerikansk film- och TV-regissör samt specialeffekter-ansvarig och filmfotograf.

## Filmografi i urval
Specialeffekter
- 1935 – En midsommarnattsdröm
- 1939 – Då lagen var maktlös
- 1939 – Elisabeth och Essex
- 1939 – Landet bortom lagen
- 1940 – Slaghöken
- 1940 – De färdas om natten
- 1940 – Allt detta och himlen därtill
- 1940 – Vägen till Santa Fe
- 1940 – Mr. Sarto gör razzia
- 1940 – Mannen med järnnävarna
- 1940 – Västerns musketörer
- 1940 – Regnbågsdivisionen
- 1940 – Knute Rockne All American
- 1941 – Sierra
- 1941 – Den stora lögnen
- 1941 – Varg-Larsen
- 1941 – Bruden kom pr. efterkrav
- 1941 – Vingar ovan molnen
- 1942 – Över Stilla Havet
- 1942 – I detta vårt liv
- 1942 – Luftens musketörer
- 1942 – Stormfåglar
- 1944 – Arsenik och gamla spetsar
- 1944 – På väg mot Marseille

Regi
- 1943 – De anföll i gryningen
- 1948 – Jag kämpar ensam
- 1949 – Med berått mod
- 1950 – Skattkammarön
- 1953 – Världarnas krig
- 1954 – Marabunta - den stora fasan
- 1955 – Världsrymdens erövrare
- 1958 – Från jorden till månen
- 1964 – Robinson Crusoe på Mars
- 1968 – Psyko-Killer